# Bottin (musicista)
PhD Guglielmo Bottin, noto anche con lo pseudonimo di Cristalli Liquidi (Padova, 1977), è un musicista, artista, musicologo e DJ italiano.

## Biografia
È stato parte del dipartimento musica di Fabrica, il centro di ricerca sulla comunicazione di Benetton creato da Oliviero Toscani. Ha collaborato con Lucio Dalla, Donatella Rettore, Sergio Caputo, Chambao e successivamente si è affermato come produttore e sound designer a livello internazionale e si è esibito in oltre 30 Paesi in Europa, Asia, Americhe e Australia. Ha curato diversi eventi musicali alla Biennale di Venezia, dove ha inoltre realizzato il suono del padiglione Spagna di Muntadas. Nel 2019 contribuisce alla fondazione dello studio CIMM (Centro Informatico Musicale Multimediale) struttura permanente de la Biennale di Venezia, di cui coordina le attività negli anni successivi.
Nel 2008 Bottin viene notato da Johnny Jewel su MySpace che gli propone di pubblicare No Static e altre tracce sull'etichetta statunitense Italians Do It Better. Bottin partecipa inoltre alla prima scena synthwave con brani propri, suonando agli eventi di Valerie Collective e remixando i parigini Jupiter. Nel 2009 pubblica Horror Disco, un concept album che fonde nu disco, cosmic disco e colonne sonore dei giallo movies degli anni 70 e 80. Nel 2014 collabora con Steve Strange dei Visage per il brano Poison Within, pubblicato nell'album Punica Fides.
Considerato una delle personalità più originali della scena club in Italia, Bottin è inoltre il frontman della band new wave Cristalli Liquidi in bilico fra italo disco e synth pop..
Nel 2021 Bottin ha contribuito con diversi brani alle musiche di Mona Lisa and the Blood Moon della regista Ana Lily Amirpour. La colonna sonora del film ha ricevuto la menzione speciale al Soundtrack Stars Award.
È autore di numerosi saggi accademici sulla popular music e sulla musica nei media. Svolge attività di ricerca e di insegnamento presso l'Università degli Studi di Milano.

## Discografia parziale

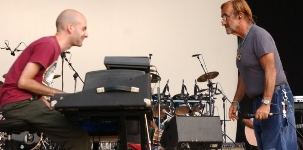
Bottin insieme a Lucio Dalla

- Cristalli Liquidi, con Deux Control. Rosso Carnale (2023, Artifact, NL)
- Eye-BM, con Fabrizio Mammarella  (2022, Slow Motion, DE)
- Delta Tigre/Love Life, con Francisco (2021, Artifact, NL)
- Quality Time (2021 Industrie Discografiche Lacerba, IT)
- Waterland/Respirare (2019, Artifact, NL)
- Arreboles (2017, Chic Chat, USA)
- I Have What I Gave (2017, 2MR, USA)
- Cristalli Liquidi (2017, Bordello A Parigi, NL)
- Deardrums con Leo di Angilla (2016, 2MR, USA)
- Punica Fides (2014, Bear Funk, UK)
- Jabberwock - come Tinpong (2011, Nang, UK)
- Discoursive Diversions (2010, Nang, UK)
- No Static (2009, Italians Do It Better, USA)
- Horror Disco (2009, Bear Funk, UK)
- I Love Me Vol. I feat. Lucio Dalla (2004, Irma/Sony, IT)
- Chill Reception, come Bluecat (2002)

### Remix
- Krisma and Minox. I Want You, Lacerba, 2025.
- Robotnick & Cocco Cantini. Robocok, Hot Elephant, 2024.
- International Dateline. Come With Us, London IDL, 2023.
- Club Soda. Basso e Batteria, Flexi Cuts, 2023.
- Alessandro Mendini: Extrasussurrante, Lacerba (IT)
- Ichisan: Space Patrol, Kanto Records (ES)
- NDT: Warm Leatherette, We Don’t Play Guitars (MX)
- Soundersons: Can’t Get Enough, Paper (IT)
- Pete Herbert: No Big Thing" (Riot Gear, UK)
- Tulioxi: Apollo 409" (Hot Elephant Records, IT)
- Rimini Sunset: Sunrise (Lebensfreude Records, DE)
- Frank Agrario: Thrun Dha Tha (Micronation, UK)
- Museum Of Love: In Infancy (DFA, USA)
- World's End Press: Tall Stories (Liberation, AU)
- Visage: Never Enough (Blitz Club, UK)
- Oy: Akwaba (Creaked Records, CH)
- Data: Soldier's Flag (Ekler'O'Shock, FR)
- Elitechnique: Bizarre Love Triangle (Tin, IT)
- Spiller: Urastar feat. Nina Miranda (Nano Rec, IT)
- Andre VII: Discoteca Clandestina (Electrique Music, MX)
- Martin Brodin: Agogo (MB Disco, SE)
- Clio: Eyes (Clone, NL)
- Nassau: Errol Flynn (TBM Records, US)
- Blood Orange: Complete Knock (Domino, UK)
- Miss Plug Inn: Chanson D'Amour (Cocktail D'Amore, DE)
- Tuccillo feat. *Patty Pravo: Bambola" (Vendetta, ES)
- Time & Space Machine: Set Phasers To Stun (Tirk, UK)
- Philippos N: Stealth (Freshit, UK)
- Solarstone: Electric Love (Solaris, UK)
- Lindstrøm: Paaskelyd (Bear Funk, UK)
- Sally Shapiro: My Fantasy (Permanent Vacation, DE)
- King Dj: Escape From New York (Nang, UK)
- In Flagranti: Ex Ex Ex" (Codek, USA)
- Ali Love: Smoke And Mirrors (Back Yard, UK)
- Pollyn: I Can't Get Into It (unsigned USA)
- Lost Valentinos: Nightmoves (EtcEtc, AUS)
- Space: Carry On Turn Me On (Nang, UK)
- Space: Tango In Space (Nang, UK)
- Telonius: Hit Me With Your Rhythm Stick (Gomma, DE)
- Oscar G. & Stryke: Hypnotized (Hooj Choones, UK)
- Solange: Robots Are Dub-American (Italians Do It Better, USA)
- Tosca: Elektra Bregenz (G-Stone, Austria)
- Jupiter[11]: Starlighter" (ESR/La Main, FR)
- The Emergency: Fantasy (Metal Postcard, USA)
- Wax Stag: And How (People In The Sky, UK)
- Codebreaker: Follow Me (Disco Demolition, USA)
- Miss Plug Inn: Zodiac Bottin Remix (Music Control, CH)
- Rettore: Splendido Splendente remix (Novunque/Self, IT)
- Sergio Caputo: Non Bevo Più Tequila (Idiosyncrasy Music, USA)
- Melody: La Novia Es Chiquita remix (Altavox/Sony ES)
- Guaranà: Noche En Vela remix (Altavox/Sony ES)

## Sound design e sound art
- Endings, con Marina Apollonio (Museo Guggenheim, Venezia, 2024)[12]

- Gonzaga: La Celeste Galeria (Palazzo Te, Mantova, 2002)
- Tazio Nuvolari: Tra la Terra e il Cielo (Palazzo Te, Mantova, 2003)
- From Chaos to Order and Back: an exhibition by Fabrica (GGG, Osaka)
- Biennale di Venezia 2005, Padiglione Spagnolo di Antoni Muntadas
- Speak Truth To Power - Voci Contro Il Potere (con Lucio Dalla, 2004 e 2006)
- Sciame 1, con Francesco Meneghini per Daydream Fields (Fondazione Buziol Replay (azienda), 2008)
- Progetto multimediale per il 150º Anniversario delle battaglia di Solferino e San Martino (con Lucio Dalla, Francesco De Gregori, 2009)